# 센타우루스군
| 태양 목성 트로이군 (6,178) 산란원반 (>300) | 목성형 행성: J · S · U · N 센타우루스 (44,000) 카이퍼대 (>1,000) |

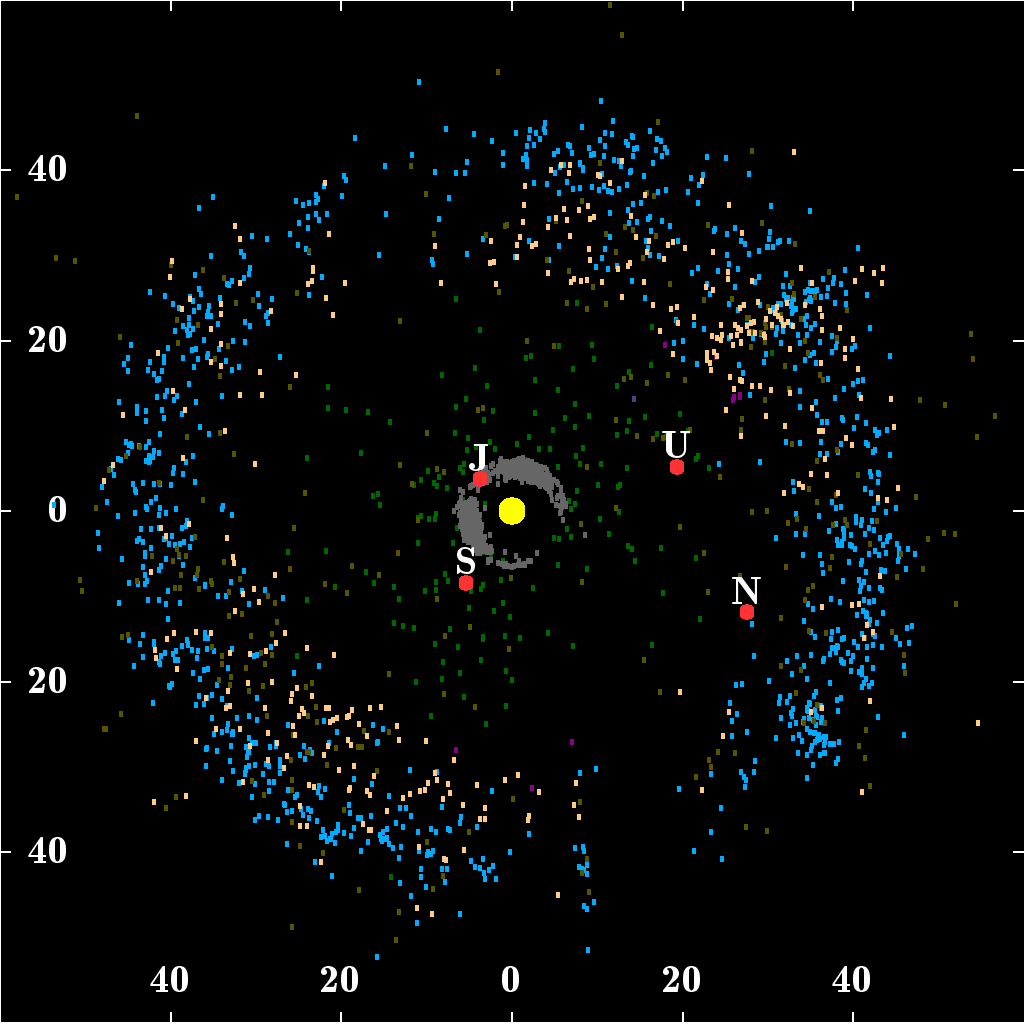
외태양계 천체들의 위치.
센타우루스군은 일반적으로 카이퍼대와 목성 트로이군 사이에 위치한다.
(그림의 단위는 AU이며, 개수는 2015년 1월 기준이다.)

센타우루스군(영어: Centaurs)은 궤도 긴반지름이 목성형 행성들 사이에 있는 태양계 소천체를 말하며, 궤도가 목성형 행성의 궤도와 한 번 이상 교차하기 때문에 궤도가 수백 만 년 정도밖에 유지되지 않을 만큼 불안정하다. 센타우루스군은 소행성과 혜성의 특징을 동시에 갖고 있다. "센타우루스"라는 이름은 상반신은 사람이고 하반신은 말인 켄타우로스에서 유래했다. 현재까지 태양계에서 지름이 1 km가 넘는 센타우루스 소행성의 개수는 약 44,000여개로 추정되고 있다.
제트 추진 연구소가 처음으로 센타우루스군의 정의를 내린 이후 최초로 발견됐던 센타우루스는 1920년 발견됐던 944 히달고지만, 1977년 2060 키론이 발견되기까지 별개의 소행성군으로 분류되지 않았었다. 현재까지 가장 큰 센타우루스는 10199 커리클로로, 지름 260 km로 소행성대 소행성들과 비슷하며, 매우 옅긴 하지만 고리도 존재한다.
현재까지 센타우루스군을 근접 촬영한 경우는 없으며, 8405 아스볼루스의 경우에만 허블 우주 망원경이 대략적인 표면 모습을 촬영하였다.
2008년, 세 개의 센타우루스 소행성, 2060 키론, 60558 에케클러스, 166P/NEAT에서 코마가 발견되었고, 이에 따라 키론과 에케클러스는 혜성으로도 분류되게 되었다. 다른 센타우루스들도 섭동이 충분히 일어나 태양 근처로 접근하면 코마가 생겨나리라고 예상되고 있다.

## 분류 논쟁

태양계 천체들의 분류를 벤 다이어그램으로 나타낸 것.

센타우루스군의 정의는, 목성과 해왕성 사이에서 태양을 중심으로 공전하며 목성형 행성들의 궤도와 자신의 궤도가 한 번 이상 교차하는 소행성체들을 말한다. 하지만 목성형 행성들이 많은 이 지역에서는 궤도가 항상 불안정한 상태로, 센타우루스군 2000 GM137나 2001 XZ255는 현재 궤도가 목성형 행성과 만나지 않으며, 시간이 지나면 섭동이 일어나 다시 궤도가 교차할 것이라고 예상된다.
여러 기관들에서는 센타우루스군을 궤도 요소로 정의하며, 기관마다 정의가 약간 다르다.
- 소행성체 센터에서는 근일점(q)이 목성(5.2 AU)보다 크고, 궤도 긴반지름(a)이 해왕성(30.1 AU)보다 작은 천체로 정의한다.[3] 따라서 간혹 산란원반 천체들도 이 분류에 속하는 경우가 있다.
- 제트 추진 연구소(JPL)에서는 궤도 긴반지름이 목성(5.5 AU)보다 크고 해왕성(30.1 AU)보다 작은 천체로 정의한다.[4]
- 위와는 대조적으로, 심원황도탐사(Deep Ecliptic Survey)에서는 1000만 년 후까지의 궤도를 시뮬레이션하여 궤도 공명이 일어나지 않고 접촉 궤도의 근일점이 언제나 해왕성의 궤도 긴반지름보다 작은 천체를 센타우루스로 분류하며, 이는 센타우루스군의 궤도가 불안정함을 반영한 것이다.[5]

《The Solar System Beyond Neptune》에서는 궤도 긴반지름이 목성과 해왕성 사이인 것에 더해, 카이퍼대 천체들을 제하기 위해 티세랑 변수가 3.05 이상이며, 목성족 혜성을 제하기 위해 근일점이 목성과 토성 사이(7.35 AU)보다 큰 천체를 센타우루스군으로 정의하고 있으며, 궤도 장반경이 해왕성보다 크면서 궤도가 불규칙한 천체들은 산란원반로 분류한다. 일부 천문학자들은 센타우루스군을 "근일점이 해왕성 궤도 내부에 있으면서 1000만 년 이내에 목성형 행성의 힐 권을 통과하리라고 예상되는 비공명 천체들"로 정의하기도 하며, 이 정의에 따르면 센타우루스군은 일반적인 산란원반 천체들보다 더 빠르고 강하게 태양계 안쪽으로 산란된 천체들이 된다.
JPL 소천체 데이터베이스에서는 천체 421개가 센타우루스군으로 분류되어 있으며, 근일점이 천왕성보다 가까운(q < 19.2 AU) 천체 97개는 해왕성 바깥 천체로 분류되어 있다. 국제천문연맹 산하 소행성체 명명위원회는 이 차이에 대해서 공식적인 입장을 내놓지는 않았지만, 관련하여 '센타우루스군과 유사한 해왕성 바깥 천체들과 혜성'들에 대해서 "궤도 긴반지름이 해왕성보다 크고, 궤도 공명이 일어나지 않으며, 궤도가 불안정하고, 목성형 행성들의 궤도를 가로지르는 천체들의 이름은 신화 속에서 모습을 바꾸는 인물 등으로 해야 한다"로 명명 규칙을 발표한 경우는 있다. 현재까지 이 명명 규칙이 적용된 천체는 65489 케토와 42355 타이푼밖에 없다.
분류 방법에 따라 지위가 달라지는 천체의 대표격인 944 히달고는 JPL 소천체 데이터베이스에 센타우루스군으로 분류되어 있으며, 천왕성 궤도 내부까지 들어오는 천체 (44594) 1999 OX3은 궤도 긴반지름이 32 AU이지만 심원황도탐사에서는 센타우루스로 분류한다. 또한 근일점이 목성과 매우 가까운 천체 (434620) 2005 VD는 JPL 데이터베이스와 심원황도탐사 둘 모두에서 센타우루스로 분류한다.
마이클 E. 브라운에 따르면, 센타우루스군 10199 커리클로, 2060 키론, 54598 비에노가 왜행성으로 분류될 가능성이 있다.

## 궤도 성질

### 분산 정도

센타우루스군 천체들을 나타낸 다이어그램.

위 다이어그램에서 천체의 중심을 관통하는 빨간 선은 왼쪽 근일점부터 오른쪽 원일점까지 이어지며, 선의 길이가 궤도 이심률을 나타낸다. 센타우루스군의 궤도 이심률 범위는 높은 것(5145 폴루스, 8405 아스볼루스 등)부터 거의 원 궤도(10199 커리클로, 32532 테레우스 등)에 이르는 것까지 다양하다.
다이어그램에 있는 몇몇 천체는 궤도 요소가 특별해 표시된 것으로, 이름표가 노란색이다.
- 1999 XS35(아폴로 소행성군)은 이심률이 매우 크며(e = 0.947), 근일점은 지구 근방(q = 0.94 AU)이지만 원일점은 해왕성 바깥까지 넘어간다(Q > 34 AU).
- 2007 TB434의 궤도는 준(準)원 궤도이다(e < 0.026).
- 2001 XZ255은 궤도 경사가 가장 낮다(i < 3°).
- 5335 다모클레스나 2007 DA61, 2004 YH32의 궤도 경사는 매우 크다(i > 70°)[내용주 4]
- 2004 YH32의 궤도 경사 또한 매우 높고(약 80°), 따라서 소행성대까지의 거리가 태양과 토성 거리 정도이다. 이 천체의 궤도를 황도면에 그리면, 목성 바깥으로 나가지도 않는 것으로 보인다.

20461 디오렛사 등 센타우루스군 수십 개는 역행 운동을 한다.

### 궤도 변동

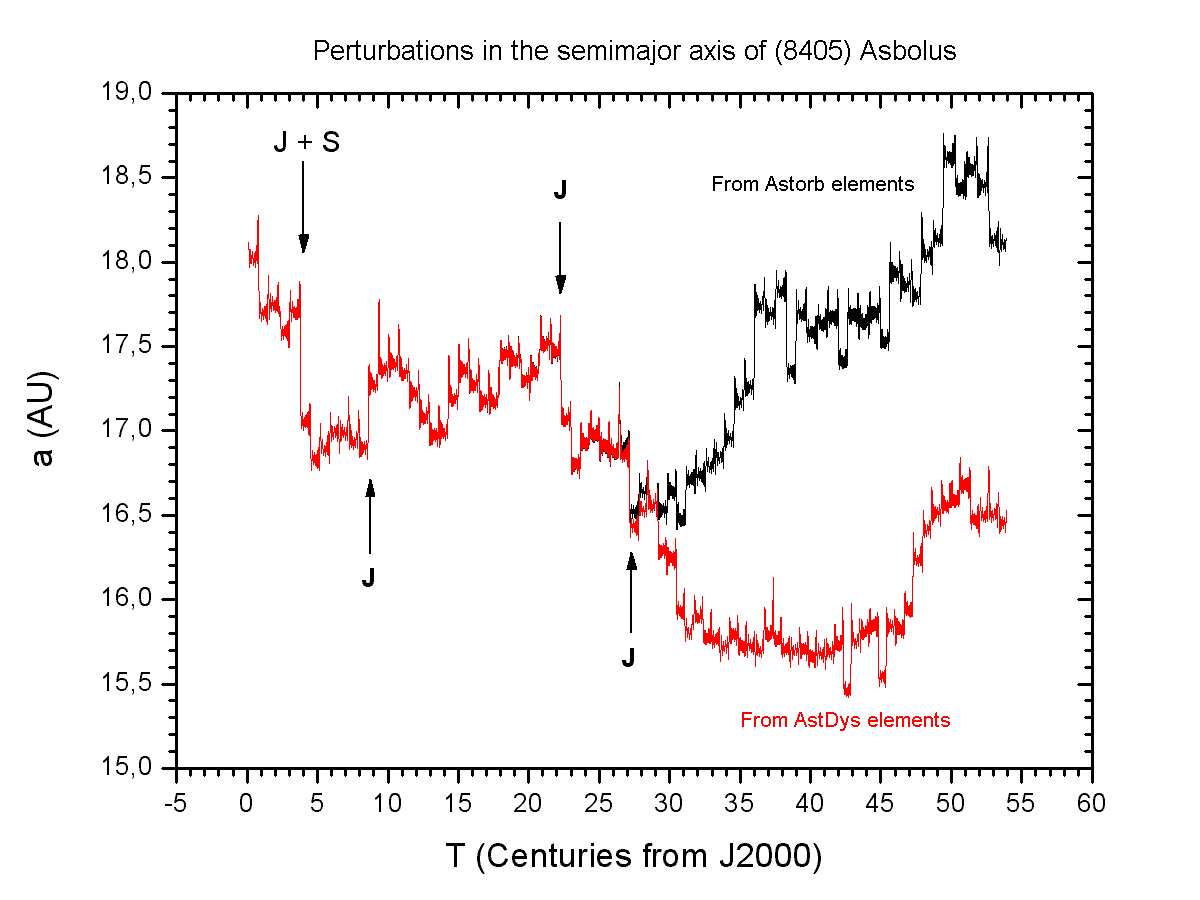
8405 아스볼루스의 궤도 긴반지름을 두 가지 이론을
사용해 5500년 후까지 각각 예측해 본 것으로, 4713년 목성과 만난 후 두 이론 사이에 차이가 생겼다.

센타우루스군은 궤도 공명이 일어나지 않기 때문에, 106 ~ 107년 정도 규모로 보았을 때 매우 불안정하다. 센타우루스군의 궤도를 연구한 결과, 이 궤도는 카이퍼대 천체가 단주기 혜성으로 옮겨가는 과정의 중간 즈음의 궤도로 옮겨가는 궤도임이 밝혀졌다. 센타우루스군 천체들은 섭동 과정을 통해 카이퍼대에서 떨어져나와 행성들의 중력 교란을 받았다고 여겨진다(기원 문단 참조). 이 천체들은 "센타우루스군"으로 묶여 있기는 하지만, 각각의 궤도는 상당히 난장판이고, 변화 속도도 매우 빠르다. 몇몇 센타우루스군 천체들은 이러한 궤도 변화를 거쳐 내태양계로 근일점이 내려가면 혜성이 되기도 한다고 여겨진다. 센타우루스 천체들은 최종적으로 목성형 행성의 중력 섭동에 의해 태양에 충돌하거나 태양계 바깥 성간 공간으로 내던져지리라고 추측된다.

## 물리적 성질
센타우루스군 천체들이 대부분 크기가 작기 때문에 직접 표면을 관찰하기는 어렵지만, 색지수와 스펙트럼을 통해서 표면 구성성분을 추정할 수 있다.

### 색상

센타우루스군 천체들의 표면 색상.

센타우루스군 천체들의 색상은 매우 다양하며, 따라서 표면 구성성분을 단순하게 유추하기 힘들다. 오른쪽 다이어그램에 나타난 표면 색은 센타우루스 천체들의 겉보기등급을 파랑(B), 가시광(V, 초록색 및 노란색), 빨강(R) 필터로 각각 나눠서 값을 측정해 색지수를 통해 색상을 유추한 것이다. 다이어그램에는 색상이 밝혀진 모든 센타우루스군 천체가 표시되어 있으며, 트리톤, 포에베, 화성이 참고용으로서 노란색으로 표시되어 있다.
센타우루스군 천체들의 색상은 크게 두 분류로
나뉜다.
- 짙은 빨강 (5145 폴루스 등)
- 파랑/회색빛 파랑(2060 키론 등)

색상 차이를 설명하는 이론은 매우 많지만, 크게 2개로 묶일 수 있다.
- 색상 차이는 천체별로 구성 성분이 다르거나 기원 자체가 다르기 때문에 나타나는 것이다(기원 문단 참고).

- 색상 차이는 태양 복사선이나 혜성 활동 등에 따라 변화하여 다르게 나타나는 것이다.

두 번째 이론에 속하는 이론 중 하나로, 폴루스가 빨간색인 이유는 빨간색 유기물 맨틀이 바깥으로 드러나서 그런 것이며, 키론은 혜성 활동으로 인해 파란색을 띈다고 설명하는 이론도 있으며, 또 다른 이론으로, 폴루스가 카이퍼대에서 떨어져나온 지 얼마 되지 않아 아직 표면이 바뀌는 과정이 진행 중이라는 이론도 있다.
한 이론에서는 파란색은 충돌에 의해서, 빨간색은 복사선에 노출되어서 생겨난 것이라고 추정하였다.

### 스펙트럼
스펙트럼 분석은 애매모호한 면이 있으며, 다른 변수들과 밀접한 관련이 있기 때문에 여러 가지 해석이 가능한 경우도 있다. 하지만 색상 정보와 스펙트럼을 같이 활용하면 표면을 설명하는 이론을 만들 수 있다.
센타우루스군 소행성 다수에서 얼음이 발견되었으며, 몇몇 이론들은 더 나아가 표면 상태를 유추하기도 한다.
- 10199 커리클로의 표면은 타이탄이나 트리톤처럼 톨린과 비정질 탄소로 이루어져 있을 것이다.
- 5145 폴루스의 표면은 타이탄처럼 톨린, 카본 블랙, 감람석,[내용주 7] 얼음 상태의 메탄올로 이루어져 있을 것이다.
- 52872 오키로에의 표면은 케로겐, 감람석 및 얼음 약간으로 이루어져 있을 것이다.
- 8405 아스볼루스의 표면은 15% 가량이 트리톤형 톨린, 8%가 타이탄형 톨린, 37%가 비정질 탄소, 40%가 얼음 상태의 톨린일 것이다.

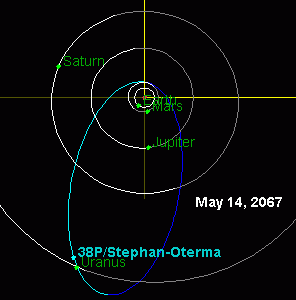
스테판-오테르마 혜성은 1982년부터 2067년까지 목성, 토성, 천왕성과 만남으로서 센타우루스 천체와 궤도가 비슷해진다.

2060 키론의 표면은 상당히 복잡해 보인다. 스펙트럼을 통해 얼음을 관찰할 때, 활동이 거의 없을 때는 얼음이 존재했으나 활발할 때는 얼음이 감지되지 않았다.

### 혜성과의 유사성
천문학자들은 1988 ~ 1989년에 2060 키론이 근일점에 도달했을 때 키론에서 코마를 발견했으며, 따라서 키론은 현재 소행성이면서 동시에 혜성으로도 분류되지만, 이에 관해서는 아직까지도 논쟁이 진행 중이다. 현재까지 혜성 활동이 관측된 센타우루스군 천체는 총 3개로, 나머지는 60558 에케클러스와 166P/NEAT이다. 166P/NEAT는 나머지 둘과 반대로, 코마가 관측되어 혜성으로 분류되었는데, 궤도가 센타우루스군 천체와 비슷한 경우이다. 60558 에케클러스는 발견 당시에는 코마가 없었으나 최근 들어 혜성 활동이 진행되고 있다.
에케클러스와 키론에서 일산화 탄소는 극소량 발견되었지만, 스스로의 코마를 채우기에는 충분한 양이었다. 하지만, 슈바스만-바흐만 1 혜성에서 방출되는 일산화 탄소량보다는 적었다.
센타우루스군과 혜성 사이에는 특별히 궤도로 구별할 방법이 없다. 실제로 슈바스만-바흐만 1 혜성 및 오테르마 혜성은 궤도가 센타우루스군과 비슷하다는 이유로 센타우루스군으로 분류되기도 한다. 오테르마 혜성은 1963년 목성의 섭동으로 인해 현재의 센타우루스 궤도로 진입했다. 약 서기 2200년 정도에, 게렐스 2 혜성이 센타우루스 궤도로 진입할 가능성이 있다.

## 기원에 대한 학설들
최근 진행된 센타우루스군 연구는 넘쳐날 정도로 많지만, 센타우루스군 천체들의 물리적 정보가 부족해서 어떠한 결론이 나오지는 못하였고, 각 이론마다 결론이 서로 다르게 나오기도 한다.
천체들의 궤도를 시뮬레이션한 결과, 몇몇 카이퍼대 천체들은 섭동되어 카이퍼대에서 벗어나 센타우루스군이 될 수 있음이 밝혀졌다. 산란원반 천체들 또한 가능성이 있지만,) 산란원반 천체들의 표면 색상과 센타우루스군의 색상이 서로 다르다. 명왕성족 천체들이 센타우루스군과 색이 비슷한데, 따라서 모든 명왕성족 천체들의 궤도가 안정된- 것은 아니며, 일부는 명왕성의 섭동으로 인해 센타우루스군이 된다고 추정하는 이론도 있다.
현재까지 밝혀진 것은 이것이 전부이며, 더 많은 물리량 자료가 있어야 추가적인 연구가 진행될 수 있을 것이다.

## 주요 센타우루스 천체
| 이름            | 발견 연도 | 발견자(발견 단체)                | 궤도 반감기 | 등급 |
| --------------- | --------- | -------------------------------- | ----------- | ---- |
| 2060 키론       | 1977      | 찰스 코월                        | 103만 년    | SU   |
| 5145 폴루스     | 1992      | Spacewatch (데이비드 라비노위츠) | 1,280만 년  | SN   |
| 7066 네수스     | 1993      | Spacewatch (데이비드 라비노위츠) | 490만 년    | SK   |
| 8405 아스볼루스 | 1995      | Spacewatch (제임스 스코티)       | 86만 년     | SN   |
| 10199 커리클로  | 1997      | Spacewatch                       | 1,030만 년  | U    |
| 10370 힐로노메  | 1995      | 마우나케아 천문대                | 630만 년    | UN   |
| 54598 비에노    | 2000      | 마크 윌리엄 블루 등              | ?           | U    |
| 55576 아미코스  | 2002      | NEAT (팔로마 천문대)             | 1,110만 년  | UK   |

## 같이 보기
- 소행성
- 소행성체
- 왜행성
- 해왕성 바깥 천체